# Stigs Bjergby

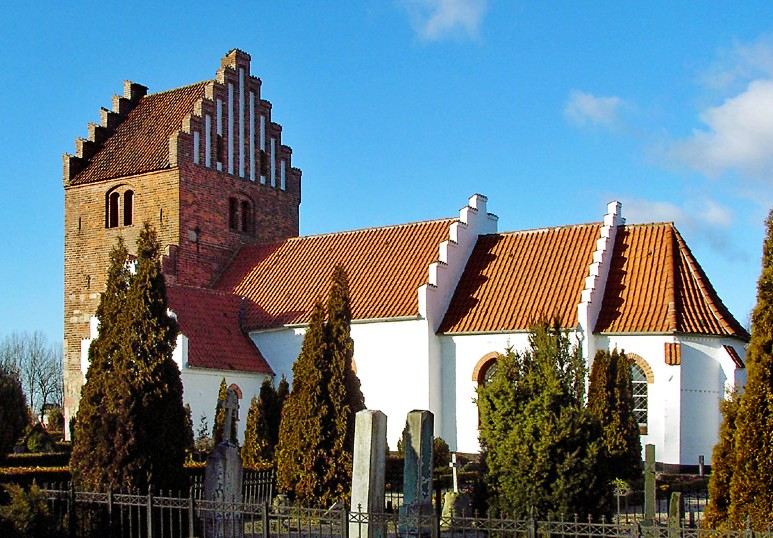
Kerk van Stigs Bjergby

Stigs Bjergby is een plaats in de Deense regio Seeland, gemeente Holbæk, en telt 317 inwoners (2008).